# Jean-Claude Berthommier
Pour les articles homonymes, voir Berthommier.
Jean-Claude Berthommier est un footballeur français, né le 29 octobre 1948 au Thillot.
Il évolue au poste de milieu de terrain à Gueugnon, Rouen, Strasbourg et au Bataillon de Joinville ; il est également international junior puis militaire.

## Biographie
Formé à Gueugnon, ancien international junior et militaire, il part tenter sa chance comme joueur professionnel à Rouen de 1965 à 1968, et à Strasbourg de 1971 à 1973.
Revenu à son club formateur en 1973, il s'impose comme l'incontestable meneur de jeu de son équipe. Des gestes techniques et des buts de classe, un jeu de tête efficace, spécialiste des balles arrêtées, sa prépondérance sur le terrain n'en est que plus évidente [réf. nécessaire].

## Carrière
- 1965-1968 : Rouen
- 1968-1970 : Bataillon de Joinville
- 1970-1971 : Gueugnon
- 1971-1973 : Strasbourg
- 1973-1982 : Gueugnon [1]

## Palmarès
- Champion de France de D2 en 1979